# Charles Caruana
Charles Caruana (Gibilterra, 9 ottobre 1932 – Gibilterra, 1º ottobre 2010) è stato un vescovo cattolico gibilterriano.

## Biografia
Charles Caruana nacque il 9 ottobre 1932 nella colonia britannica di Gibilterra, in una famiglia di origine maltese emigrata a metà dell'Ottocento.
Durante la seconda guerra mondiale fu evacuato con la sua famiglia a Londra. Svolse gli studi nella capitale britannica presso i Fratelli Cristiani, quando in seguito fu nuovamente evacuato in Irlanda del Nord. Fu durante tale periodo che maturò la vocazione alla vita religiosa, valutando la possibilità di diventare egli stesso un fratello cristiano. Tornato a Gibilterra, entrò nel servizio civile e lavorò nel Central Employment Exchange per quattro anni. Completò gli studi entrando nel St John's Seminary di Wonersh, nel Waverley.

### Ministero sacerdotale
Fu ordinato presbitero il 24 maggio 1959. Dopo l'ordinazione sacerdotale, svolse il suo servizio pastorale presso la cattedrale e in seguito fu nominato parroco per la chiesa del Sacro Cuore, dove rimase per 12 anni. Successivamente fu amministratore della cattedrale e cappellano della prigione presso il Castello moresco, trasferita definitivamente nel 2010.
Lavorò con i giovani della Jeunesse ouvrière chrétienne, con gli Ospitalieri di San Giovanni di Gerusalemme e con gli Alcolisti Anonimi, aiutando anche nei centri di riabilitazione per tossicodipendenti.

### Ministero episcopale
Il 14 febbraio 1998 papa Giovanni Paolo II lo nominò vescovo di Gibilterra. Ricevette l'ordinazione episcopale il 24 maggio seguente per imposizione delle mani del cardinale Basil Hume.
Nel 2003 fu investito da Carlo di Borbone-Due Sicilie del titolo di cavaliere commendatore di grazia dell'Ordine costantiniano di San Giorgio, mentre nel 2008 fu nominato dalla regina Elisabetta II commendatore dell'Ordine dell'Impero Britannico. Nel dicembre 2011 gli fu inoltre conferito postumo dal presidente Bronisław Komorowski l'Ordine al merito della Repubblica di Polonia.
Ebbe anche il merito di promuovere iniziative culturali, come la prima edizione Gibraltar Song Festival inizialmente pensata per una raccolta fondi per la costruzione di un centro sociale e in seguito diventato un evento annuale.
Fu inoltre autore di diversi testi, tra cui History of Our Lady of Europe.
Resse la diocesi per 12 anni ritirandosi il 18 marzo 2010. Morì il 1º ottobre 2010 presso il St Bernard's Hospital di Gibilterra, 8 giorni prima del suo 78º compleanno.

## Genealogia episcopale
La genealogia episcopale è:
- Cardinale Scipione Rebiba
- Cardinale Giulio Antonio Santori
- Cardinale Girolamo Bernerio, O.P.
- Arcivescovo Galeazzo Sanvitale
- Cardinale Ludovico Ludovisi
- Cardinale Luigi Caetani
- Cardinale Ulderico Carpegna
- Cardinale Paluzzo Paluzzi Altieri degli Albertoni
- Papa Benedetto XIII
- Papa Benedetto XIV
- Papa Clemente XIII
- Cardinale Marcantonio Colonna
- Cardinale Giacinto Sigismondo Gerdil, B.
- Cardinale Giulio Maria della Somaglia
- Cardinale Carlo Odescalchi, S.I.
- Cardinale Costantino Patrizi Naro
- Cardinale Serafino Vannutelli
- Cardinale Domenico Serafini, Cong. Subl. O.S.B.
- Cardinale Pietro Fumasoni Biondi
- Arcivescovo Filippo Bernardini
- Vescovo Franziskus von Streng
- Arcivescovo Bruno Bernard Heim
- Cardinale Basil Hume, O.S.B.
- Vescovo Charles Caruana